# Bătălia de la Dresda
Bătălia de la Dresda, purtată în jurul capitalei saxone, a început pe 26 august 1813, la ora 15, atunci când generalul austriac Karl Philipp zu Schwarzenberg, care ocupase colinele din jurul orașului, a atacat corpul de armată al mareșalului francez Gouvion Saint-Cyr, care apăra orașul. Luptând în raport de 4/1, francezii sunt nevoiți să evacueze Gross-Garten și parcul Moczinski, moment la care sosește Împăratul Napoleon, cu „Tânăra Gardă” și Rezerva de Cavalerie a lui Joachim Murat. Armata pruso-austriacă este respinsă pe pozițiile sale inițiale și bătălia se încheie spre orele 21 doar pentru a se relua a doua zi, la ora 6, sub o ploaie torențială. Grație atacurilor excelent coordonate de mareșalul Claude Victor-Perrin, susținut de cavaleria lui Murat, francezii eliberează capitala saxonă și resping armata pruso-austriacă, cauzându-i pierderi semnificative, inclusiv un număr mare de prizonieri. Francezii au profitat și de ploaia torențială care a împiedicat câteva din careele aliate să deschidă focul asupra cavaleriei. În timpul zilei de 27, generalul francez Moreau, „Eroul Bătăliei de la Hohenlinden”, devenit consilier militar al țarului este lovit de o ghiulea trasă de artileria pedestră a Gărzii Imperiale franceze și își pierde ambele picioare, murind din această cauză. De partea armatei franceze, și-au găsit de asemenea sfârșitul în timpul bătăliei: generalii Combelle, comandant al celei de-a doua brigăzi a celei de-a treia divizii a „Tinerei Gărzi” și Laboissière, comandant al brigăzii de cavalerie a Corpului III, cât și colonelul Deshayes colonel-maior al celui de-al doilea regiment de vânători pedeștri din „Vechea Gardă”.